# Modigliani (film, 1989)
Pour les articles homonymes, voir Modigliani (homonymie).
Pour plus de détails, voir Fiche technique et Distribution.
Modigliani est un film franco-italien réalisé par Franco Brogi Taviani et sorti en octobre 1989 en Italie et  en 1990 en France.

## Synopsis
Le film évoque la vie et l'œuvre du peintre Amedeo Modigliani, parti à 20 ans pour Paris où il rencontre Pablo Picasso et Maurice Utrillo.

## Fiche technique
- Titre alternatif : Modi
- Réalisation : Franco Brogi Taviani
- Scénario : Franco Brogi Taviani, Maria Carmela Cicinnati, Pietro Exacoustos
- Production : Difilm, RAI Radiotelevisione Italiana, Télémax
- Photographie : Romano Albani
- Musique : Stefano Torossi, Antonio Secchi
- Dates de sortie:
  - Italie : octobre 1989
  - France : 19 décembre 1990

## Distribution
- Richard Berry : Amedeo Modigliani
- Elide Melli : Jeanne Hébuterne
- Trudie Styler : Beatrice Hastings
- Laurent Grévill : Léopold Zborowski
- Jessica Forde : Lunia
- Angela Goodwin : Eugenia
- David Brandon : Pablo Picasso
- Aleksander Mincer : Maurice Utrillo
- Fiodor Chaliapine fils : Auguste Renoir